# Ernst Krebs (kajakarz)
Ernst Krebs (ur. 4 listopada 1906 w Monachium, zm. 20 lipca 1970 w Gautingu) – niemiecki kajakarz, mistrz olimpijski i mistrz Europy, także biegacz narciarski.

## Kariera sportowa
Był wszechstronnym sportowcem. Początkowo wyczynowo uprawiał biegi narciarskie. Zajął 8. miejsce w biegu na 18 kilometrów na mistrzostwach świata w 1929 w Zakopanem. Był czterokrotnym mistrzem Niemiec w biegu sztafetowym 4 × 10 kilometrów w latach 1928 i 1930–1932.
Później skoncentrował się na kajakarstwie. Zdobył złoty medal w wyścigu kajaków jedynek (K-1) na 10 000 metrów na mistrzostwach Europy w 1933 w Pradze, wyprzedzając Nilsa Wallina ze Szwecji i swego rodaka Ediego Kleckersa.
Zwyciężył w wyścigu jedynek K-1 na dystansie 10 000 metrów na igrzyskach olimpijskich w 1936 w Berlinie, przed Fritzem Landertingerem z Austrii i Ernestem Riedelem ze Stanów Zjednoczonych.
Był mistrzem Niemiec w konkurencji K-1 na 10 000 metrów w 1936.
Był również znanym alpinistą.
Zmarł tragicznie wskutek upadku z drabiny, gdy przymocowywał rynnę na wysokości trzeciego piętra.